# Сары-даш
Футбольный клуб «Сары-даш» (туркм. «Sary-daş» futbol kluby) — туркменский профессиональный футбольный клуб из города Сердар.

## Предыдущие названия
- 1961-1964 — «Звезда» (Кизыл-Арват).
- 1992-1994 — «Аркач» (Кизыл-Арват).
- 2000 — «Аркач» (Сердар).
- с 2012 — «Сары-даш» (Сердар).

## История
Футбольный клуб был основан в городе Кизыл-Арват в 1961 году. Выступал в любительских соревнованиях. В 1962 году «Звезда» завоевала Кубок Туркменской ССР, а также приняла участие в Кубке СССР среди любительских команд. В 1964 году она вновь победила в Кубке Туркменской ССР.
В 1992 году «Аркач» дебютировал в первом независимом чемпионате Туркменистана среди клубов Высшей лиги и занял в нём предпоследнее, 14-е место. В 1993 году клуб занял 8-е место в Первой лиге, а в 1994 году завоевал бронзовые награды.
Затем он выступал в Третьей лиге. В 2012 году «Сары-даш» сыграл в 1/8 финала Кубка Туркменистана. В 2016 году клуб снова в качестве представителя Первой лиги выступил в 1/8 финала Кубка Туркменистана.

## Достижения
- Кубок Туркменской ССР (2): 1962, 1964.
- Чемпионат Туркменистана: 14-е место (1) — 1992.
- Кубок Туркменистана: 1/8 финала (2) — 2012, 2016.
- Первая лига Туркменистана: 3-е место (1): 1994.